# Lagynochthonius johni
Espèce
Synonymes
- Chthonius johni Redikorzev, 1922

Lagynochthonius johni est une espèce de pseudoscorpions de la famille des Chthoniidae.

## Distribution
Cette espèce se rencontre en Indonésie et aux Philippines.

## Description
Le mâle décrit par Harvey en 1999 mesure 1,28 mm.

## Étymologie
Cette espèce est nommée en l'honneur d'O. John.

## Publication originale
- Redikorzev, 1922 : Pseudoscorpions nouveaux. II. Ezhegodnik Zoologicheskago Muzeya, vol. 23, p. 257-272.